# Danny DeVito
Daniel Michael "Danny" DeVito, Jr., född 17 november 1944 i Neptune Township, New Jersey, är en amerikansk skådespelare, filmregissör, filmproducent och manusförfattare.
DeVito är bland annat känd för rollen som Louie De Palma i Taxi, sina roller som Vincent Benedict respektive Dr. Larry Arbogast i komedi-succéerna Twins och Junior tillsammans med Arnold Schwarzenegger, Pingvinen i Batman – återkomsten. Hans första filmroll var som Martini i Gökboet 1975 och han har sedan dess medverkat i över 80 film- och TV-produktioner. Han driver produktionsbolaget Jersey Films och har även producerat filmer som Pulp Fiction, Get Shorty, och Erin Brockovich. Han är gift med, men separerad från, skådespelaren Rhea Perlman.

## Filmografi i urval
| År    | Film                                                 | Roll                       | Fakta |
| ----- | ---------------------------------------------------- | -------------------------- | --- |
| 1971  | Lady Liberty                                         | Fred Mancuso               | |
| 1972  | Hot Dogs for Gauguin                                 | Adrian                     | |
| 1973  | Hurry Up, Or I'll Be 30                              | Petey                      | |
| 1975  | Gökboet                                              | Martini                    | |
| 1976  | Car Wash                                             | Joe                        | |
| 1977  | The Van                                              | Andy                       | |
| 1978  | Goin' South                                          | Hog, Moon's Old Gang       | |
| 1981  | Going Ape!                                           | Lazlo                      | Nominarad till en Razzie Award för Sämsta manliga biroll |
| 1983  | Ömhetsbevis                                          | Vernon Dahlart             | |
| 1984  | Den vilda jakten på stenen                           | Ralph                      | |
| 1984  | The Ratings Game                                     | Vic De Salvo               | |
| 1984  | Johnny Dangerously                                   | Burr                       | |
| 1985  | Den vilda jakten på juvelen                          | Ralph                      | |
| 1985  | Head Office                                          | Dicks                      | |
| 1986  | Wise Guys                                            | Harry Valentini            | |
| 1986  | Hjärtlösa typer                                      | Sam Stone                  | Nominerad till en Golden Globe Award för Bästa skådespelare |
| 1986  | My Little Pony: The Movie                            | Grundle King               | Röst |
| 1987  | Släng morsan av tåget                                | Owen Lift                  | Regissör Nominerad till en Golden Globe Award för Bästa skådespelare                                                                                               |
| 1987  | Tin Men                                              | Ernest Tilley              | |
| 1988  | Twins                                                | Vincent Benedict           | |
| 1989  | Den vilda jakten på lyckan                           | Gavin D'Amato              | Regissör Nominerad till Guldbjörnen |
| 1991  | Galen i pengar                                       | Larry Garfield             | |
| 1992  | Batman – återkomsten                                 | Oswald Cobblepot/Pingvinen | Nominerad till en Saturn Award för Bästa manliga biroll Nominerad till en MTV Movie Award för Bästa skurk Nominerad till en Razzie Award för Sämsta manliga biroll |
| 1992  | Hoffa                                                | Bobby Ciaro                | Producent, Regissör Nominerad till Guldbjörnen Nominerad till en Razzie Award för Sämsta regissör                                                                  |
| 1993  | Jack the Bear                                        | John Leary                 | |
| 1993  | Den siste actionhjälten                              | Whiskers                   | Röst |
| 1993  | Titta vem som snackar nu!                            | Rox                        | Röst |
| 1994  | Reality Bites                                        | N/A                        | Producer |
| 1994  | Junior                                               | Dr. Larry Arbogast         | |
| 1994  | Pulp Fiction                                         | N/A                        | Executive producer |
| 1994  | Renaissance Man                                      | Bill Rago                  | |
| 1995  | Get Shorty                                           | Martin Weir                | Nominerad till en Screen Actors Guild Award |
| 1996  | Mars Attacks!                                        | Rude Gambler               | |
| 1996  | Matilda                                              | Harry Wormwood             | Regissör, Producent, Berättaren Nominerad till en Satellite Award för Bästa manliga biroll                                                                         |
| 1996  | Space Jam                                            | Mr. Swackhammer            | Röst |
| 1997  | Regnmakaren                                          | Deck Shifflet              | Nominerad till en Satellite Award för Bästa manliga biroll |
| 1997  | Gattaca                                              | N/A                        | Producent |
| 1997  | Herkules                                             | Filoktetes                 | Röst |
| 1997  | L.A. konfidentiellt                                  | Sid Hudgens                | Nominerad till en Screen Actors Guild Award |
| 1998  | När livet vänder                                     | Pat Francato               | Nominerad till en Chlotrudis Award för Bästa manliga skådespelare                                                                                                  |
| 1999  | The Big Kahuna                                       | Phil Cooper                | |
| 1999  | Man on the Moon                                      | George Shapiro             | Producent |
| 1999  | Virgin Suicides                                      | Dr. Hornicker              | |
| 2000  | Drowning Mona                                        | Wyatt Rash                 | |
| 2000  | Erin Brockovich                                      | N/A                        | Producent Nominerad till en Academy Award för Bästa film Nominerad till en BAFTA Award för Bästa film                                                              |
| 2000  | How High                                             | N/A                        | Producent |
| 2000  | Screwed                                              | Grover Cleaver             | |
| 2001  | Heist - sista stöten                                 | Mickey Bergman             | |
| 2001  | Den galna jakten på ringen                           | Max Fairbanks              | |
| 2002  | Austin Powers in Goldmember                          | Cameoroll som Mini Me      | |
| 2002  | Death to Smoochy                                     | Burke Bennet               | Regissör |
| 2003  | Anything Else                                        | Harvey Wexler              | |
| 2003  | Big Fish                                             | Amos Calloway              | |
| 2003  | Camp                                                 | N/A                        | Producent |
| 2003  | Duplex                                               | N/A                        | Regissör och Berättare |
| 2004  | Christmas in Love                                    | Brad LaGuardia             | |
| 2004  | Garden State                                         | N/A                        | Producent |
| 2004  | Vänner                                               | Officer Goodbody           | Gästskådespelare Nominerad till en Primetime Emmy Award för Bästa gästskådespelare                                                                                 |
| 2005  | Be Cool                                              | Martin Weir                | |
| 2005  | Marilyn Hotchkiss' Ballroom Dancing and Charm School | Booth                      | |
| 2006– | It's Always Sunny in Philadelphia                    | Frank Reynolds             | |
| 2006  | Relative Strangers                                   | Frank Menure               | |
| 2006  | Even Money                                           | Walter                     | |
| 2006  | The OH in Ohio                                       | Wayne                      | |
| 2006  | En lysande jul                                       | Buddy Hall                 | |
| 2007  | The Good Night                                       | Mel                        | |
| 2007  | Reno 911!: Miami                                     | District Attorney          | Även som producent |
| 2007  | Just Add Water                                       | Merl                       | |
| 2007  | Nobel Son                                            | Gastner                    | |
| 2009  | House Broken                                         | Tom Smoky Cathkart         | |
| 2009  | Solitary Man                                         | Jimmy                      | |
| 2010  | When in Rome                                         | Al                         | |
| 2011  | Girl Walks Into a Bar                                | Aldo                       | |
| 2011  | Revenge of the Electric Car                          | Sig själv                  | Dokumentär |
| 2012  | Lorax                                                | Lorax                      | Röstroll |
| 2012  | Hotel Noir                                           | Eugene Portland            | |
| 2014  | All the Wilderness                                   | Dr. Pembry                 | |
| 2016  | Wiener-Dog                                           | Dave Schmerz               | |
| 2017  | Den magiska cirkusen                                 | Chesterfield               | Röst |
| 2018  | Smallfoot                                            | Dorgle                     | Röst |
| 2019  | Dumbo                                                | Maximilian "Max" Medici    | |
| 2019  | Jumanji: The Next Level                              | Edward "Eddie" Gilpin      | |
| 2020  | Den fantastiska Ivan                                 | Bob                        | Röst |
| 2023  | Haunted Mansion                                      | Bruce                      | |
| 2023  | Änder!                                               | Farbror Dan                | Röst |
| 2024  | Beetlejuice Beetlejuice                              | Städare                    | |